# バブルボブル 4 フレンズ
『バブルボブル 4 フレンズ』（BUBBLE BOBBLE 4 FRIENDS）は、タイトーから発売されたNintendo Switch向けアクションゲームである。シリーズ人気の高い欧州で2019年11月19日に、日本では2020年2月27日に発売された。
オリジナル『バブルボブル』を再現したアーケード版と、最大4人で協力プレイ可能な新作のフレンズ版を収録している。
オリジナルサウンドトラックや公式資料集などを収録した特装版も同時発売されるほか、Amazonのサイバーマンデー限定で『ファイナルバブルボブル』（セガ・マークIII）移植版のダウンロードコードが特典として付属した。
2020年11月19日には、全100ステージの新エリア「すかるもんすたの逆襲」やオンラインランキング機能が追加されたPlayStation 4版が『バブルボブル 4 フレンズ すかるもんすたの逆襲』のタイトルで発売された。なお、Nintendo Switch版も同日配信の無料アップデートで同内容になる。
2021年9月30日には SteamにてMicrosoft Windows 10 64bit版が『バブルボブル 4 フレンズ すかるもんすたとワークショップ』のタイトルで発売された。Steamワークショップを使用してオリジナルステージを自作し世界中にシェアできる「エディットモード」が追加されている。

## ストーリー
夜の子供部屋を舞台に、突如動き出した意地悪魔法使いの「どらんく」を倒すべく、おもちゃの泡はきドラゴンの「バブルン」が戦いを挑むというストーリー。そのため、本作では本棚やベッド、おもちゃなどをモチーフとしたステージ構成になっている。

## プレイヤーキャラクター
- バブルン
- ボブルン
- クルルン
- コロロン

## ステージ
- 本棚フォレスト
- ベットミュージアム
- おもちゃステーション
- 天井ギャラクシー
- どらんくキャッスル

## ボスキャラ
- モーシン
- ビリリ